# Sericania serripes
Sericania serripes är en skalbaggsart som beskrevs av Shuhei Nomura 1973. Sericania serripes ingår i släktet Sericania och familjen Melolonthidae. Inga underarter finns listade i Catalogue of Life.